# Len Ashurst
Len Ashurst, diminutivo di Leonard Ashurst (Liverpool, 10 marzo 1939 – 25 settembre 2021) è stato un allenatore di calcio e calciatore inglese, di ruolo difensore.

## Carriera

### Giocatore

#### Club
Ashurst arriva nel 1954, all'età di 15 anni, nelle giovanili del Liverpool; tre anni più tardi, complice la mancata volontà dei Reds di offrirgli un contratto professionistico, passa al Wolverhampton e, dopo breve tempo, ai semiprofessionisti del Prescot Cables. Di fatto comunque già nel dicembre del 1957, all'età di 18 anni, firma il suo primo contratto professionistico con il Sunderland, club militante nella prima  divisione inglese; fa tuttavia il suo effettivo esordio solamente l'anno seguente, in seconda divisione. Continua a giocare stabilmente da titolare in questa categoria fino al termine della stagione 1963-1964, quando i Black Cats vengono nuovamente promossi in prima divisione: nel 1964, all'età di 25 anni, Ashurst fa quindi il suo esordio in questa categoria, nella quale durante la stagione 1964-1965 segna 2 reti (che resteranno le sue uniche in carriera in prima divisione) in 39 partite giocate. Rimane poi al Sunderland fino al 1970, trascorrendo quindi altre cinque stagioni consecutive in prima divisione, senza mai giocare meno di 20 partite in un singolo campionato. Nell'estate del 1970, dopo complessive 409 presenze e 4 reti in partite di campionato e, più in generale, 458 presenze e 4 reti tra tutte le competizioni ufficiali (diventando così il secondo giocatore di sempre per numero di presenze in competizioni ufficiali con la maglia del Sunderland ed uno dei soli due giocatori ad aver superato le 400 presenze con il club), accumulate nell'arco di tredici stagioni di militanza, viene ceduto all'Hartlepool Utd, in quarta divisione; rimane nel club per tre stagioni, segnando 2 reti in 46 partite ufficiali, ed iniziandovi nel 1971 (quindi due anni prima del ritiro come giocatore) la sua pluridecennale carriera da allenatore.
In carriera ha totalizzato complessivamente 455 presenze e 6 reti nei campionati della Football League.

#### Nazionale
Nel 1961 ha giocato una partita con la nazionale inglese Under-23.

### Allenatore
Rimane all'Hartlepool United per un'ulteriore stagione dopo il ritiro, per poi nella stagione 1974-1975 allenare il Gillingham in terza divisione; dal 1975 al 1977 guida invece lo Sheffield Weds, sempre in terza divisione.
Nel 1978 Ashurst va poi ai gallesi del Newport County per sostituire Colin Addison, appena dimessosi dagli Exiles per diventare il nuovo allenatore del West Bromwich. Con lui in panchina il club, militante nella quarta divisione inglese, vive uno dei periodi più brillanti della sua intera storia: al termine della stagione 1979-1980 conquista infatti la promozione in terza divisione e vince la Coppa del Galles, qualificandosi così per la Coppa delle Coppe 1980-1981 (prima partecipazione di sempre del club ad una competizione confederale), nella quale raggiunge i quarti di finale. L'allenatore viene tuttavia esonerato nel febbraio del 1982, per far posto nuovamente ad Addison. Dal 1982 al 1984 allena il Cardiff City, che lascia nel marzo del 1984 quando subentra a stagione in corso al Sunderland: viene tuttavia esonerato al termine della stagione 1984-1985, con la squadra che, pur avendo raggiunto per la prima volta nella sua storia la finale di Coppa di Lega (peraltro perdendola), era retrocessa in seconda divisione. Negli anni seguenti Ashurst lavora come consulente per le federazioni di Kuwait e Qatar, allenando anche l'Al-Wakrah nella prima divisione del Qatar. Torna poi in Inghilterra nel 1989: dopo un breve periodo come vice del Blackpool, sempre nel 1989 torna al Cardiff City: la sua seconda esperienza ai Ninians dura fino al 1991. Si ritira infine nel 1993, dopo una stagione trascorsa nella prima divisione malese ed una stagione ai semiprofessionisti inglesi del Weymouth.

## Palmarès

### Allenatore

#### Competizioni nazionali
- Coppa del Galles: 1

Newport County: 1979-1980